# Rosa Bouglione

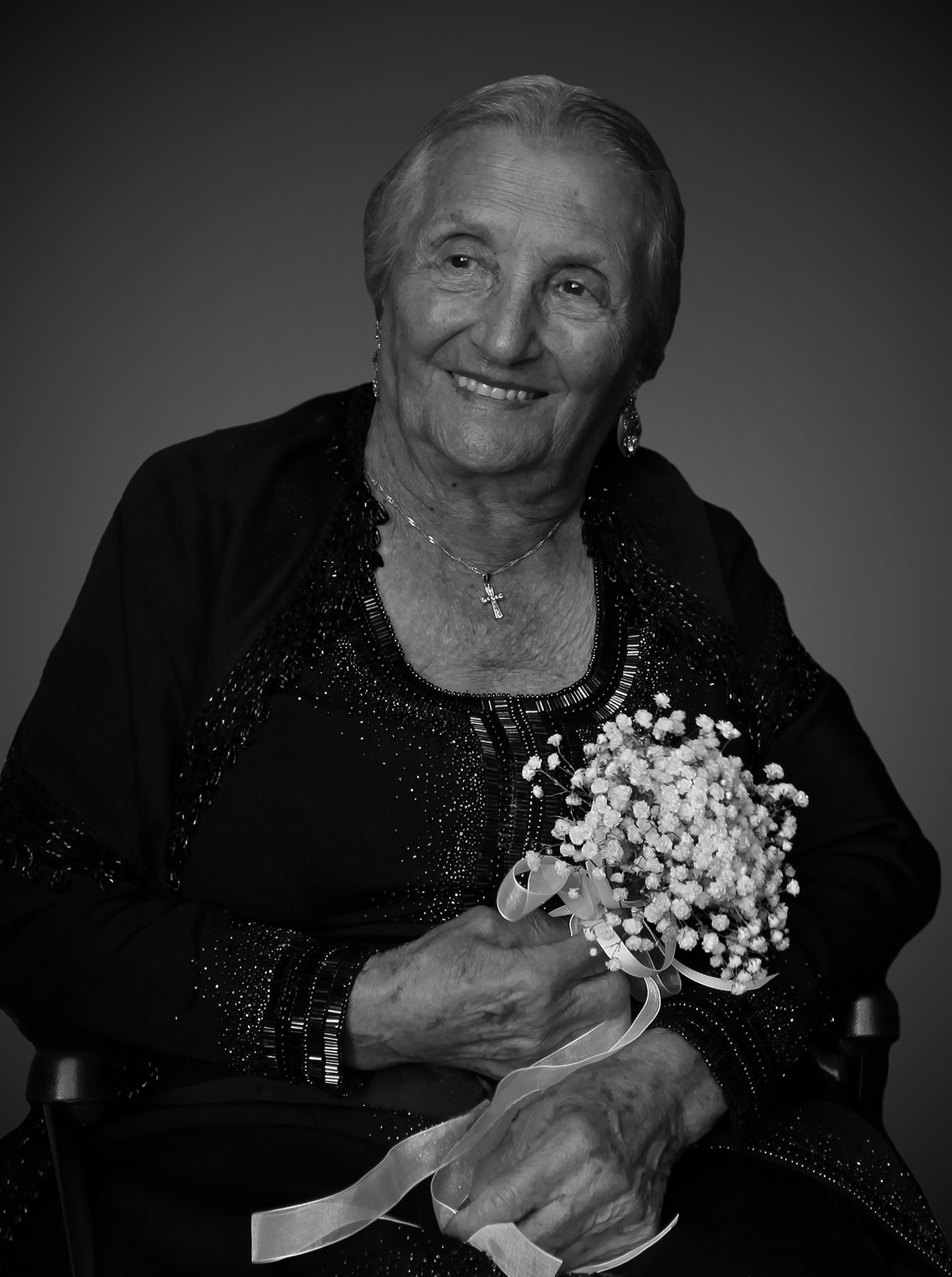
Rosa Bouglione (2014)

Rosa Bouglione (* 21. Dezember 1910 in Ixelles/Elsene (Belgien) als Rosalie Van Been; † 26. August 2018) war eine französische Zirkusartistin.

## Leben
Rosa Bouglione wurde am 21. Dezember 1910 im Cirque d’hiver geboren. Sie begann in jungen Jahren ihre Laufbahn als Tänzerin. Ihre Paraderolle war der sogenannte Schlangentanz mit den Löwen. Ihr Vater war Dompteur und stand während der Show mit ihr im Käfig. Neben dem Tanzen tat sie es ihrem Vater später als Löwendompteurin gleich.
Am 4. Juli 1928 heiratete sie Joseph Bouglione (1904–1987). Die Trauung fand im Löwenkäfig inklusive der Löwen statt. Zunächst wollte der Pfarrer diesen auch betreten, wurde aber von Joseph darauf hingewiesen, dass es für ihn zu gefährlich sei. Anschließend traute der Pfarrer das Paar von draußen. Aus dieser Ehe gingen 7 Kinder hervor: Odette (1929), Josette (1930), Firmin (1932), Émilien (1934), Sandrine (1936), Sampion (1938), Joseph (1942). Insgesamt hat sie 53 Enkel und Urenkel.
Seit dem 28. Oktober 1934 gehört der Familie Bouglione der Cirque d’hiver. Heute ist der Großteil ihrer Familie im Zirkusgeschäft tätig. 1991 gründeten Sandrine und André-Joseph Bouglione den Zirkus Cirque Joseph Bouglione, welcher derzeit der einzige Wanderzirkus in Frankreich ist.
Bis zu ihrem Tod im Jahr 2018 lebte Rosa Bouglione in Paris.

## Bibliografie
- Rosa Bouglione, Patrick Hourdequin und José Lenzini: Un mariage dans la cage aux lions (Michel Lafon Edition, 2011)